# Władysław Liniarski

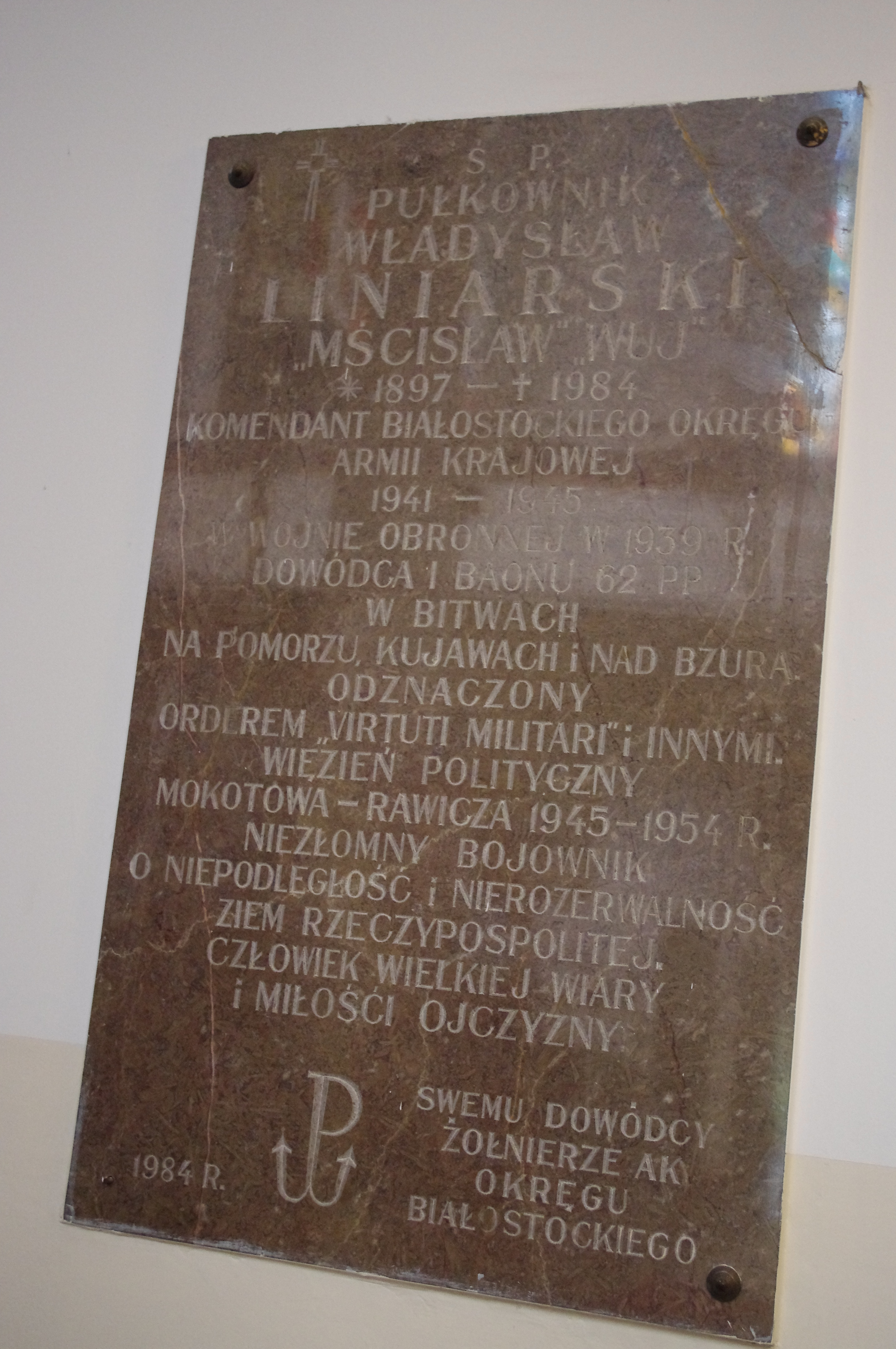
Tablica upamiętniająca Władysława Liniarskiego w Kościele św. Stanisława Kostki w Warszawie

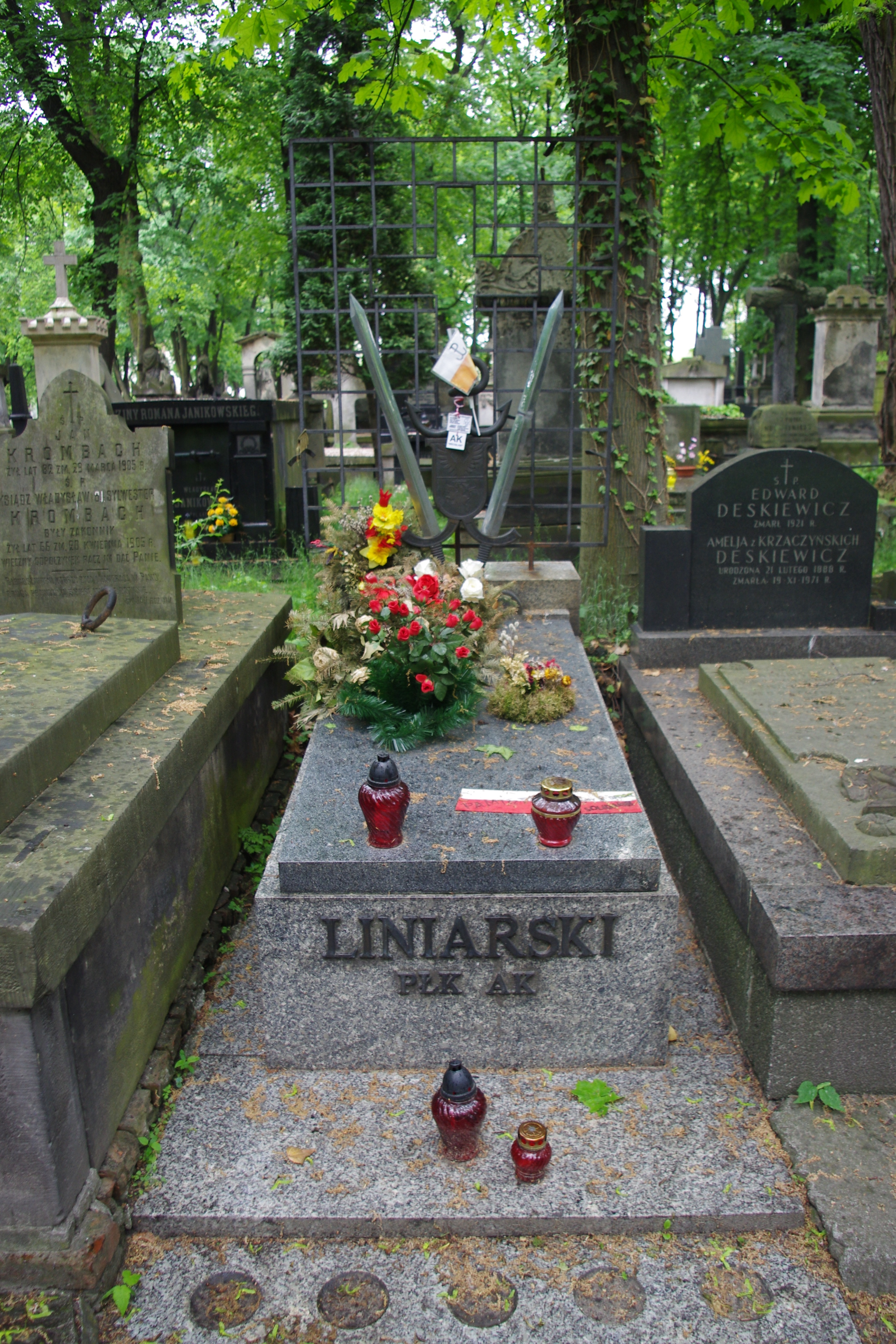
Grób Władysława Liniarskiego na cmentarzu Powązkowskim w Warszawie

Władysław Liniarski, ps. Mścisław, Wuj, Jan (ur. 23 listopada 1897 we wsi Małachowice-Gustawów w powiecie włoszczowskim guberni kieleckiej, zm. 12 kwietnia 1984 w Warszawie) – pułkownik Wojska Polskiego, komendant Obszaru Białystok i komendant Okręgu Białystok Związku Walki Zbrojnej od lutego do września 1941 roku, komendant Białostockiego Okręgu ZWZ-AK (nieprzerwanie przez 5 lat), od stycznia 1945 roku komendant Białostockiego Okręgu Armii Krajowej Obywatelskiej (AKO). Działacz powojennego podziemia niepodległościowego, ofiara represji komunistycznych. W 1979 został członkiem Komitetu Porozumienia na rzecz Samostanowienia Narodu. W 2017 pośmiertnie mianowany na stopień generała brygady.

## Życiorys
Syn Jana i Józefy z domu Bielanowicz, właścicieli dwumorgowego gospodarstwa rolnego. Po ukończeniu szkoły ludowej w 1913 rozpoczął naukę w seminarium nauczycielskim w Jędrzejowie. Naukę przerwał z chwilą wybuchu I wojny światowej. Od 1917 działał w Polskiej Organizacji Wojskowej. Podczas wojny polsko-bolszewickiej walczył jako kapral w 24 pp, następnie awansowany na oficera, służył długie lata w kancelariach i intendenturach.
W 1932 pełnił służbę w Dowództwie Okręgu Korpusu Nr IX w Brześciu, w stopniu porucznika ze starszeństwem z dniem 1 lipca 1925 i 1 lokatą w korpusie oficerów administracji, grupa oficerów kancelaryjnych. W marcu 1934 został przeniesiony do korpusu oficerów piechoty z pozostawieniem na zajmowanym stanowisku w Szkole Podchorążych Piechoty. Z dniem 15 września tego roku został przeniesiony do 62 pułku piechoty w Bydgoszczy. W marcu 1939 dowodził w tym pułku 6. kompanią.

### II wojna światowa
W kampanii wrześniowej jako dowódca I batalionu 62 pp bronił Pomorza i walczył w bitwie nad Bzurą. Ranny 20 września w Puszczy Kampinoskiej, dostał się do niewoli, z której uciekł. Od 1940 był komendantem Okręgu Białostockiego ZWZ-AK na terenie okupacji sowieckiej.
W 1943 wydał rozkaz likwidowania „band komunistyczno-żydowskich”, co stało się później przyczyną oskarżeń o antysemityzm. Rozkazem Nr 256 z dnia 20 kwietnia 1944 ppłk „Mścisław”, dowódca Okręgu „Sarna” (Okręgu Białostockiego AK), nadał oddziałom partyzanckim i oddziałom Kedywu Okręgu AK Białystok nazwy pułków Wojska Polskiego. I tak np. augustowski obwód nr 7 „Olcha” inspektoratu suwalskiego miał odtworzyć 1 pułk Ułanów Krechowieckich. Jego tymczasowa nazwa na czas formowania brzmiała „Oddział partyzancki 1 pułku ułanów”.
Liniarski, który był przeciwny planowanej akcji „Burza”, w rozkazach kierowanych do komendantów inspektoratów i obwodów, akcentował wolę bicia Niemców, przygotowanie samoobrony, a w przypadku opanowania terenu przez komunistów i wrogiego nastawienia do ludności polskiej – przejście do dalszej konspiracji.
Około 10 lipca 1944 „Mścisław” wydał rozkaz o rozpoczęciu akcji „Burza” na obszarze inspektoratu łomżyńskiego.
20 września 1944 ppłk. Władysławowi Liniarskiemu podporządkował się rtm. Zygmunt Szendzielarz z resztkami 5 Wileńskiej Brygady AK. „Mścisław” nakazał „Łupaszce” trwać w Puszczy Białowieskiej i organizować kadrowy oddział z rozbitków z wileńskich i nowogródzkich oddziałów AK. Na początku listopada 1944 do oddziału dołączył m.in. oficer BiP Okręgu Wileńskiego AK ppor. Lech Beynar ps. Nowina, późniejszy znany historyk i publicysta, piszący pod pseudonimem literackim „Paweł Jasienica”. W dniu 10 listopada Zygmunt Szendzielarz został awansowany przez ppłk Liniarskiego do stopnia majora. Na przełomie stycznia i lutego 1945 ppłk Liniarski mianował „Łupaszkę” komendantem partyzantki Okręgu Białostockiego AKO, a 5 Wileńska Brygada stała się dyspozycyjnym oddziałem Komendy AKO.

### Działalność powojenna
W maju 1945 „Mścisław” podporządkował się Delegaturze Sił Zbrojnych na Kraj, która to zmusiła go do ograniczenia pracy organizacyjnej oraz akcji zbrojnych. Za pośrednictwem wojewody białostockiego Stefana Dybowskiego podjął próbę ujawnienia struktur Okręgu. Został aresztowany 31 lipca 1945 w Brwinowie pod Warszawą. 20 maja 1946 został skazany przez Wojskowy Sąd Rejonowy w Warszawie na karę śmierci zamienioną potem na 10 lat więzienia.

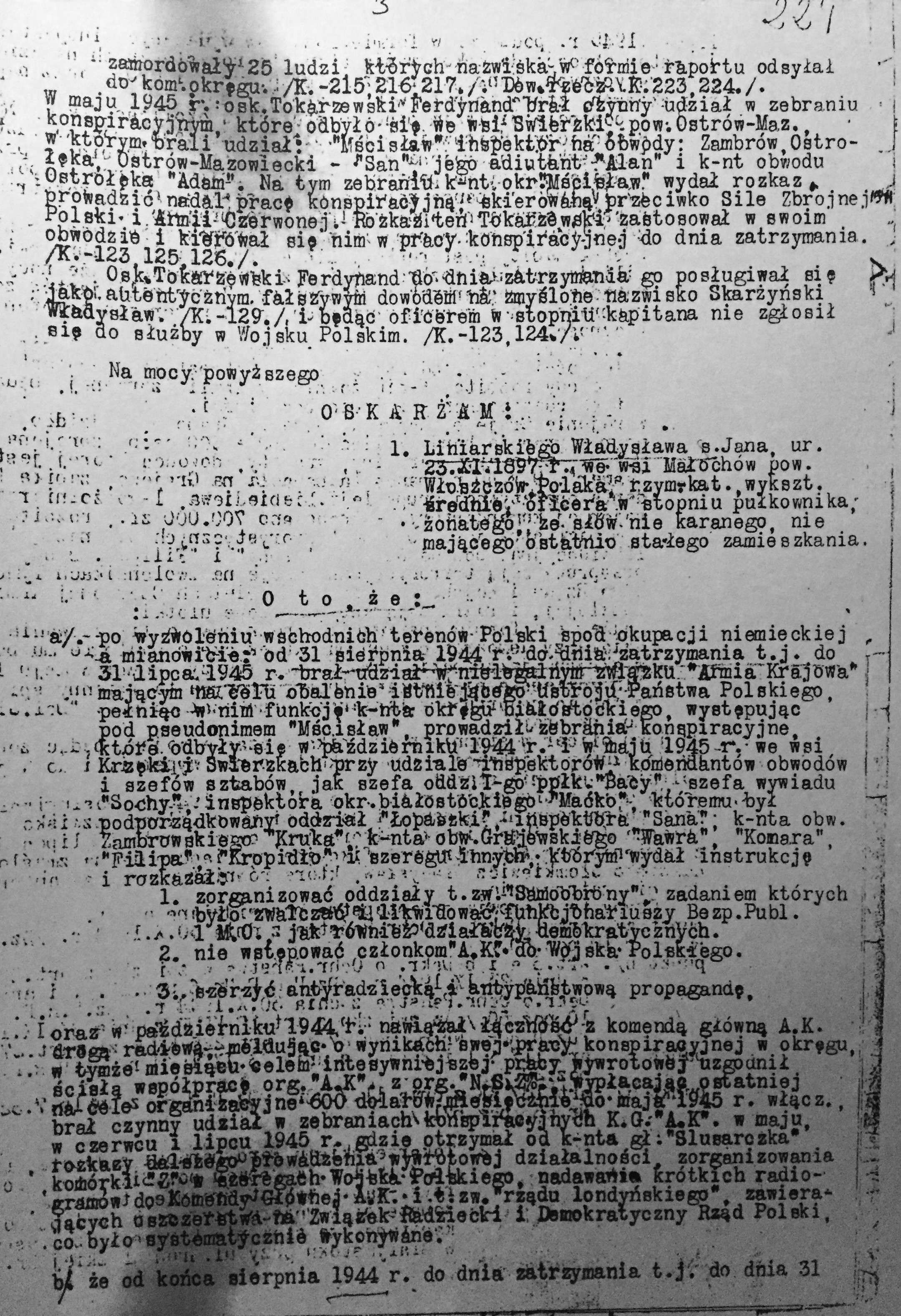
Akt oskarżenia skierowany przeciwko płk. Władysławowi Liniarskiemu

Struktury Białostockiego Okręgu AKO weszły w skład Zrzeszenia Wolność i Niezawisłość. Wielu jego żołnierzy kontynuowało działalność podejmując się akcji propagandowych i rozrzucając ulotki.
W marcu 1951, podczas procesu przeciwko gen. Augustowi Emilowi Fieldorfowi, wyniszczony chorobami i przesłuchaniami, został wniesiony do sali rozpraw na noszach i złożył zeznania obciążające swojego dawnego przełożonego z Kedywu.
W 1953 roku zwolniono go z więzienia w ciężkim stanie zdrowia. 16 sierpnia i 20 sierpnia 1957 roku Władysław Liniarski odwołał przed Stanisławem Krygielem, wiceprokuratorem Prokuratury Generalnej PRL, swoje zeznania wymuszone na nim podczas śledztwa przeciwko gen. Augustowi Emilowi Fieldorfowi. W 1957 roku otrzymał zasiłek i pomoc w opiece medycznej.
W marcu 1965 został przyjęty do kombatanckiego Związku Bojowników o Wolność i Demokrację. Wkrótce później zasiadł w Głównej Komisji Weryfikacyjnej ZBoWiD. W lutym 1979 został członkiem Komitetu Porozumienia na rzecz Samostanowienia Narodu. Należał do redakcji wydawanego przez tę organizację pisma „Rzeczpospolita”. Działał również w Ruchu Obrony Praw Człowieka i Obywatela.
Zmarł 12 kwietnia 1984 roku w Warszawie. Został pochowany na cmentarzu Powązkowskim w Warszawie (kwatera 4-6-9).

## Upamiętnienie
- W 1984 odsłonięto tablicę upamiętniająca pułkownika Władysława Liniarskiego w Kościele św. Stanisława Kostki w Warszawie.
- W filmie Generał Nil (2009) w reż. Ryszarda Bugajskiego w rolę płk. Liniarskiego wcielił się aktor Mirosław Ruszczyk[14].
- 1 marca 2017 minister obrony narodowej Antoni Macierewicz nadał 1 Podlaskiej Brygadzie Obrony Terytorialnej imię pułkownika Władysława Liniarskiego ps. Mścisław[15].
- Postanowieniem prezydenta RP Andrzeja Dudy z dnia 21 kwietnia 2017 został mianowany pośmiertnie na stopień generała brygady[3].

## Ordery i odznaczenia
- Krzyż Srebrny Orderu Virtuti Militari (nr 126021)
- Krzyż Komandorski Orderu Odrodzenia Polski (2010, pośmiertnie)[16]
- Krzyż Walecznych (trzykrotnie)
- Złoty Krzyż Zasługi z Mieczami
- Srebrny Krzyż Zasługi[17]
- Medal Pamiątkowy za Wojnę 1918-1921
- Medal 10-lecia Odzyskania Niepodległości
- Brązowy Medal za Długoletnią Służbę
- Medal za udział w wojnie obronnej w 1939 (1982)
- Krzyż Partyzancki (1983)

## Awanse
- starszy strzelec - grudzień 1919
- kapral - 15 maja 1920
- podchorąży - 1 lutego 1921
- podporucznik - 1 lipca 1922
- porucznik - 1 lipca 1925
- kapitan - ze starszeństwem z 19 marca 1937 i 89. lokatą w korpusie oficerów piechoty[17]
- major - 15 lipca 1940
- podpułkownik - 20 kwietnia 1942 ze starszeństwem z 19 marca 1941
- pułkownik - 16 kwietnia 1944